# 유웅거 (용릉대후)
유웅거(劉熊渠, ? ~ 기원전 65년)는 전한 중기 ~ 후기의 제후로, 장사정왕의 손자이다.

## 생애
원수 3년(기원전 120년), 아버지 유매의 뒤를 이어 용릉후(舂陵侯)에 봉해졌다.
용릉대후 56년(기원전 65년)에 죽어 시호를 대(戴)라 하였고, 아들 유인이 작위를 이었다. 다른 아들 유리의 자손에서 한 경시제가 나온다.

## 가계
- 부친: 용릉절후 유매
  - 본인: 용릉대후 유웅거
    - 아들: 용릉효후(고후) 유인
    - 아들: 유리(劉利)

## 출전
- 반고, 《한서》 권15상 왕자후표 上

| 선대 아버지 용릉절후 유매 | 전한의 용릉후 기원전 120년 ~ 기원전 65년 | 후대 아들 유인 |